# Acacia chalkeri
Acacia chalkeri é uma espécie de leguminosa do gênero Acacia, pertencente à família Fabaceae.